# Harley of Scotland
Harley of Scotland est une entreprise familiale créée en 1929 par Peter Harley Buchan. 
Sa production s'inspire des Orcades, Shetland et Fair, et consiste notamment dans la fabrication de tricots à partir de fils ultra-doux ainsi que « de la laine mérinos bouclée "en torsion" ». Chaque chandail est conçu de façon unique (notamment en termes de couleurs et de motifs) pour permettre l'identification de son propriétaire en cas de disparition en mer.